# Vincent Pajot
Vincent Pajot (* 19. August 1990 in Domont) ist ein französischer Fußballspieler, der beim FC Annecy unter Vertrag steht.

## Karriere

### Verein
Pajot begann 1996 mit seiner fußballerischen Karriere und spielte bis 2007 bei Jugendvereinen wie dem Buffémont ACF, dem FC Saint-Leu-la-Forêt und Saint-Leu PB 95. Anschließend wechselte er in die Jugendakademie von Stade Rennes, für die er bis 2010 spielte und 2008 unter anderem die Coupe Gambardella gewann. Kurz nach seiner Unterschrift bei den Profis wurde er in die Ligue 2 an die US Boulogne verliehen, um bereits in jungen Jahren Spielpraxis zu sammeln. Sein Profidebüt gab er direkt am ersten Spieltag über 90 Minuten gegen Clermont Foot. Nur zwei Wochen später schoss er bei einem 1:1-Unentschieden gegen den CS Sedan sein erstes Tor auf Profiebene. Während seiner Leihe war er absolute Stammkraft im Mittelfeld, spielte jedes einzelne Ligaspiel, traf dabei sechsmal und konnte zudem vier Tore vorlegen. Nach seiner Rückkehr debütierte er für Rennes direkt in der Qualifikationsrunde für die Europa League, als er gegen Roter Stern Belgrad die volle Zeit auf dem Platz stand. Nachdem er im Rückspiel spät eingewechselt wurde, schoss er Ende August auch direkt sein erstes Tor im Dress der Stade Rennes. Sein Debüt in der höchsten französischen Spielklasse gab er bei einem 1:0-Auswärtssieg gegen Olympique Marseille, als er erneut in der Startelf stand und durchspielte. Auch bei Rennes wurde er des Öfteren eingesetzt und kam am Ende auf 20 Spiele in der Liga, vier in der Europa-League-Endrunde und zwei in den beide Pokalwettbewerben. In der Saison 2012/13 festigte er seinen Stammplatz noch einmal und kam auf wettbewerbsübergreifend 33 Einsätze. Am ersten Spieltag der Folgespielzeit konnte er mit seinem ersten Treffer in der Ligue 1 massiv zu einem 2:1-Sieg zum Auftakt gegen Stade Reims beitragen. In der gesamten Saison fiel er aber lange verletzungsbedingt aus und spielte am Ende nur in 14 Ligaspielen und zwei Pokalspielen. 2014/15 war er aber wieder bis Ende Februar gesetzt und spielte in allen Wettbewerben zusammen in 26 Duellen.
Nach der Saison verließ er Rennes dann aber und wechselte zum Ligakonkurrenten und Europa-League-Teilnehmer AS Saint-Étienne. Bei seinem Mannschaftsdebüt wurde er bei einem 1:1-Ligauntenschieden gegen Girondins Bordeaux nur eingewechselt. Sein erstes Tor für den Klub erzielte er im Rückspiel gegen Bordeaux, als seine Mannschaft 4:1 gewann und Pajot das Tor zur 1:0-Führung schoss. Die Spielzeit beendete er mit sechs Einsätzen in der Europa League, 28 in der Liga und zwei in der Coupe de France. In der Saison 2016/17 schoss er drei Tore in 21 Ligaeinsätzen, kam zu sieben Einsätzen in der Europa-League-Endrunde und fünf weiteren in der Europa-League-Qualifikation und dem Pokal. 2017/18 war er bei der ASSE nur noch Rotationsspieler und kam wettbewerbsübergreifend nur noch zu 21 Spielen, in denen er aber immerhin zweimal traf und zwei Tore vorbereitete.
Daraufhin wechselte er im Sommer 2018 erneut ligaintern zum SCO Angers, die anderthalb Millionen Euro für Pajot bezahlten. Sein Debüt im neuen Trikot machte er direkt am ersten Spieltag in der Startelf bei einer knappen 3:4-Niederlage gegen Olympique Nîmes. Bei Angers spielte er aber, unter anderem auch wegen einer Verletzung, nur 13 Saisonspiele. Nachdem er bis zur Winterpause der Saison 2019/20 nur weitere sechsmal in der Ligue 1 gespielt hatte, wurde er im Januar 2020 an den FC Metz verliehen. Sein Debüt mit der Mannschaft gab er bei einem 1:0-Sieg gegen Racing Straßburg, als er am 11. Januar 2020 (20. Spieltag) in der Startelf stand. Bis zum verfrühten Saisonende aufgrund von Corona spielte er bei Metz sieben Ligaspiele.
Nach Ablauf der Leihe wurde er von den Grenats aus Metz fest verpflichtet. 2020/21 spielte er dann aber nur zwölfmal in der Ligue 1 für Metz. Am 36. Spieltag der Folgesaison schoss Pajot das erste Tor für seinen neuen Verein, als er bei einem 3:2-Sieg gegen Olympique Lyon das 1:0 schoss. In der Spielzeit 2021/22 war er wieder fester Bestandteil des Teams und war sogar zeitweise Kapitän des Teams. Insgesamt kam er auf das eine Tor in 30 Ligaspielen. Nach dem Abstieg verließ er Metz wieder und war fortan vereinslos.
Nach nur einigen Tagen unterschrieb Pajot beim Zweitligisten FC Annecy.

### Nationalmannschaft
Pajot spielte in den älteren Juniorennationalmannschaft Frankreichs mehrere Male. So spielte er beispielsweise mit der U21-Mannschaft 15 Mal, wobei er ein Tor schoss. Für die A-Nationalmannschaft wurde er jedoch nie berufen.

## Erfolge
Stade Rennes U19
- Coupe Gambardella: 2008